# Live in Copenhagen
Live in Copenhagen ist das zweite Livealbum der deutschen Psychedelic-Rock-Band Kadavar. Es wurde am 12. Oktober 2018 über Nuclear Blast veröffentlicht.

## Entstehung
Das Album wurde am 9. November 2017 beim Konzert von Kadavar im Pumpehuset in Kopenhagen aufgenommen. Die Band befand sich damals mit den Vorgruppen Mantar und Death Alley auf Europatournee. Von den 14 auf dem Livealbum vertretenen Titel stammen vier vom Debütalbum Kadavar, zwei vom Album Abra Kadavar, drei vom Album Berlin und fünf vom Album Rough Times. Veröffentlicht wurde das Album auf LP und als Download. Auf CD wurde das Album nur als Bonus auf der so genannten „Tour Edition“ des Albums Rough Times. Hierbei fehlen allerdings gegenüber der LP- und Download-Version die Lieder All Our Thoughts und Come Back Life. Bevor das Livealbum erschien wurden Livevideos der Lieder Into the Night und Die Baby Die sowie mehrere Live Quickies genannte Videos veröffentlicht, wo die Bandmitglieder über ihre Touraktivitäten sprechen.

## Titelliste
| 1. Skeleton Blues – 4:22 2. Doomsday Machine – 4:47 3. Pale Blue Eyes – 3:53 4. Into the Wormhole – 4:32 5. The Old Man – 4:15 | 1. Die Baby Die – 4:29 2. Black Sun – 6:48 3. Living in Your Head – 6:52 4. Into the Night – 4:42 5. Forgotten Past – 6:14 | 1. Tribulation Nation – 6:33 2. Purple Sage – 13:18 3. All Our Thoughts – 5:01 4. Come Back Life – 5:56 |

## Rezeption

### Rezensionen
Jonas Erbas vom Onlinemagazin metal.de schrieb, Kadavar würden sich „gewissermaßen durch einen Katalog aus zwölf absoluten Krachern zaubern“, der „von neueren Stücken […] über eher selten gespielte Songs bis hin zu den bandeigenen Klassikern eigentlich alles abdeckt, was das Fanherz begehrt“. Live in Copenhagen wäre das „mustergültige Exempel eines Livealbums“, „grandios abgemischt“ und „punktet besonders mit ihrem unverfälschten Retro-Charme“. Kritischer zeigte sich Peter Hesse vom deutschen Magazin Deaf Forever hinsichtlich des Klanges. So wären die Gitarren „streckenweise ganz schön übersteuert“, das Schlagzeug würde „unpräzise scheppern“ und der Gesang würde „wie ein verzerrter Teppich in den Klangtiefen liegen“. Es würde „haufenweise Bootlegs geben, die eine bessere Qualität haben“.

### Chartplatzierungen
| ChartsChartplatzierungen | Höchstplatzierung | Wochen |
| ------------------------ | ----------------- | ------ |
| Deutschland (GfK)        | 95 (1 Wo.)        | 1      |